# Havok Vision
Havok Vision Game Engine是一个跨平台3D游戏引擎，最初由Trinigy开发，被收购后由Havok维护。最初版本于2003年发行。最新版本（Vision Engine 8）支持的平台包括：Microsoft Windows（DX9、DX10、DX11）、Xbox 360、PlayStation 3、任天堂Wii和Wii U、iOS、Android、索尼的PlayStation Vita和该版本推出时的多数主流浏览器（IE6及以上、Firefox 2.0及以上、Google Chrome、Opera 9及以上）。
Vision Engine 8于2010年游戏开发者大会之前推出。Trinigy及其Vision引擎于2011年被Havok收购。
Vision引擎现已停止开发，不再提供任何支持。